# Ugom
Der Ugom (usbekisch Угом; kasachisch Өгем Ögem; russisch Уга́м Ugam) ist ein rechter Nebenfluss des Chirchiq in Kasachstan und Usbekistan.
Der Ugom entspringt am Westhang des Ugomgebirges an der Grenze von Kasachstan zu Usbekistan. Der Ugom fließt in anfangs in westlicher, später in südwestlicher Richtung entlang der Westflanke des Ugomgebirges durch den Kreis Qasyghurt im Gebiet Türkistan. Später wendet er sich nach Süden und erreicht die Provinz Taschkent in Usbekistan. Westlich des Flusslaufs erstreckt sich der Gebirgszug des Qarschantau. Der Ugom mündet schließlich unterhalb des Chorvoq-Wasserkraftwerks rechtsseitig in den Chirchiq.
Der Ugom hat eine Länge von 74 km. Er entwässert ein Areal von 869 km². Der mittlere Abfluss beträgt 20,9 m³/s.